# Dicranota cayuga
Dicranota cayuga är en tvåvingeart som först beskrevs av Alexander 1916.  Dicranota cayuga ingår i släktet Dicranota och familjen hårögonharkrankar. Inga underarter finns listade i Catalogue of Life.